# Премія НАН України імені Г. В. Карпенка
Премія НАН України імені Георгія Володимировича Карпенка — премія, встановлена НАН України за видатні наукові роботи в галузі фізико-хімічної механіки матеріалів і матеріалознавства.
Премію засновано 1987 року постановою Ради Міністрів УРСР від 28.01.1987 № 25 та постановою Президії АН УРСР від 20.02.1987 № 68 та названо на честь видатного українського ученого-матеріалознавця, організатора науки, засновника школи з фізико-хімічної механіки матеріалів в Україні, академіка АН УРСР Георгія Володимировича Карпенка.
Починаючи з 2007 року премію імені Г. В. Карпенка присуджує Відділення фізико-технічних проблем матеріалознавства НАН України щотрироки.
Перша премія імені Г. В. Карпенка була присуджена у 1988 році за підсумками конкурсу 1987 року.

## Лауреати премії
| Рік  | Премійовані роботи | Лауреати                         | Коротко про лауреата |
| ---- | --- | -------------------------------- | --- |
| 1987 | за монографію «Механіка корозійного руйнування конструкційних сплавів» | Никифорчин Григорій Миколайович  | кандидат технічних наук, старший науковий співробітник відділу діагностики корозійно-водневої деградації матеріалів Фізико-механічного інституту ім. Г. В. Карпенка АН УРСР                                         |
| 1987 | за монографію «Механіка корозійного руйнування конструкційних сплавів» | Романів Олег Миколайович         | доктор технічних наук, професор, член-кореспондент НАН України, заступник директора Фізико-механічного інституту ім. Г. В. Карпенка АН УРСР                                                                         |
| 1988 | за монографію «Корозійна втома металів» | Похмурський Василь Іванович      | доктор технічних наук, професор, заступник директора з наукової роботи Фізико-механічного інституту ім. Г. В. Карпенка АН УРСР                                                                                      |
| 1989 | за цикл робіт «Розробка теоретичних основ формування захисних дифузійних покрить на сталях та сплавах»                                                                                                | Пономаренко Євген Павлович       | |
| 1990 | за цикл робіт «Зародження та розвиток корозійних тріщин в конструкційних матеріалах (термодинаміка та електрохімія процесів)»                                                                         | Василенко Ігор Іванович          | доктор технічних наук, професор, завідувач відділу корозійного розтріскування металів Фізико-механічного інституту ім. Г. В. Карпенка АН УРСР                                                                       |
| 1990 | за цикл робіт «Зародження та розвиток корозійних тріщин в конструкційних матеріалах (термодинаміка та електрохімія процесів)»                                                                         | Мелехов Ростислав Кузьмич        | доктор технічних наук, провідний науковий співробітник відділу корозійного розтріскування металів Фізико-механічного інституту ім. Г. В. Карпенка АН УРСР                                                           |
| 1991 | за цикл робіт і винаходів «Розробка теоретичних положень створення литих сплавів з максимально можливою корозійною стійкістю і зносостійкістю в агресивних середовищах»                               | Гаврилюк Володимир Петрович      | кандидат технічних наук, завідувач лабораторії литих високохромистих сплавів Фізико-механічного інституту ім. Г. В. Карпенка НАН України                                                                            |
| 1991 | за цикл робіт і винаходів «Розробка теоретичних положень створення литих сплавів з максимально можливою корозійною стійкістю і зносостійкістю в агресивних середовищах»                               | Марковський Євген Адамович       | доктор технічних наук, професор, головний науковий співробітник відділу нових литих матеріалів Фізико-механічного інституту ім. Г. В. Карпенка НАН України                                                          |
| 1992 | за цикл робіт «Статистична і Циклічна тріщиностійкість матеріалів з врахуванням впливу низькотемпературного середовища: теорія, методи визначення та способи підвищення»                              | Осташ Орест Петрович             | кандидат технічних наук, завідувач відділу № 17 Структурної механіки руйнування Фізико-механічного інституту ім. Г. В. Карпенка НАН України                                                                         |
| 1992 | за цикл робіт «Статистична і Циклічна тріщиностійкість матеріалів з врахуванням впливу низькотемпературного середовища: теорія, методи визначення та способи підвищення»                              | Саврук Михайло Петрович          | доктор технічних наук, професор, науковий співробітник відділу теоретичних основ механіки руйнування Фізико-механічного інституту ім. Г. В. Карпенка                                                                |
| 1992 | за цикл робіт «Статистична і Циклічна тріщиностійкість матеріалів з врахуванням впливу низькотемпературного середовища: теорія, методи визначення та способи підвищення»                              | Ярема Степан Якимович            | кандидат технічних наук, професор, науковий співробітник Фізико-механічного інституту ім. Г. В. Карпенка |
| 1993 | за цикл робіт «Створення колекції (фонду) інгібіторів корозії та інгібітованих матеріалів» | Бобошко Зоя Олександрівна        | науковий співробітник Державної металургійної академії України |
| 1993 | за цикл робіт «Створення колекції (фонду) інгібіторів корозії та інгібітованих матеріалів» | Острик Петро Миколайович         | доктор технічних наук, професор, завідувач кафедри покриттів, композиційних матеріалів і захисту металів Державної металургійної академії України                                                                   |
| 1993 | за цикл робіт «Створення колекції (фонду) інгібіторів корозії та інгібітованих матеріалів» | Тир Світлана Гаврилівна          | науковий співробітник кафедри покриттів, композиційних матеріалів і захисту металів Державної металургійної академії України                                                                                        |
| 1994 | за цикл робіт «Протикорозійний захист технологічного обладнання для експлуатації в сильно агресивних середовищах»                                                                                     | Лавришин Богдан Миколайович      | |
| 1994 | за цикл робіт «Протикорозійний захист технологічного обладнання для експлуатації в сильно агресивних середовищах»                                                                                     | Федірко Віктор Миколайович       | доктор технічних наук, професор, заступник директора з наукової роботи Фізико-механічного інституту ім. Г. В. Карпенка НАН України                                                                                  |
| 1994 | за цикл робіт «Протикорозійний захист технологічного обладнання для експлуатації в сильно агресивних середовищах»                                                                                     | Червоний Михайло Васильович      | |
| 1995 | за монографію «Ефективність комплексного легування сталей та сплавів» | Приходько Едуард Васильович      | доктор технічних наук, професор, завідувач відділом фізико-хімічних проблем металургійних процесів Інституту чорної металургії ім. З. І. Некрасова НАН України                                                      |
| 1996 | за цикл робіт «Розробка методів оцінки міцності композитних матеріалів з тріщинами і включеннями під дією силових навантажень»                                                                        | Бережницький Лев Теодорович      | кандидат фізико-математичних наук, провідний науковий співробітник Фізико-механічного інституту ім. Г. В. Карпенка НАН України                                                                                      |
| 1996 | за цикл робіт «Розробка методів оцінки міцності композитних матеріалів з тріщинами і включеннями під дією силових навантажень»                                                                        | Делявський Михайло Володимирович | доктор технічних наук, науковий співробітник Фізико-механічного інституту ім. Г. В. Карпенка НАН України |
| 1996 | за цикл робіт «Розробка методів оцінки міцності композитних матеріалів з тріщинами і включеннями під дією силових навантажень»                                                                        | Стащук Микола Григорович         | доктор фізико-математичних наук, провідний науковий співробітник відділу № 10 Фізичних основ руйнування та міцності матеріалів в агресивних середовищах Фізико-механічного інституту ім. Г. В. Карпенка НАН України |
| 1997 | за монографію «Інструментальні сталі» | Позняк Леонід Олександрович      | член-кореспондент НАН України, заступник директора Інституту проблем матеріалознавства НАН України |
| 1999 | за цикл робіт «Воднева деградація металів та методи її запобігання в умовах підвищених температур» | Скрипник Ігор Дмитрович          | кандидат технічних наук, науковий співробітник Фізико-механічного інституту ім. Г. В. Карпенка НАН України |
| 1999 | за цикл робіт «Воднева деградація металів та методи її запобігання в умовах підвищених температур» | Студент Олександра Зиновіївна    | кандидат технічних наук, старший науковий співробітник відділу № 3 Діагностики корозійно-водневої деградації матеріалів Фізико-механічного інституту ім. Г. В. Карпенка НАН України                                 |
| 1999 | за цикл робіт «Воднева деградація металів та методи її запобігання в умовах підвищених температур» | Ткачов Володимир Іванович        | доктор технічних наук, завыдувач відділу водневої стійкості металів Фізико-механічного інституту ім. Г. В. Карпенка НАН України                                                                                     |
| 2001 | за монографію «Вплив корозійних середовищ на локальне руйнування металів біля концентраторів напружень»                                                                                               | Дмитрах Ігор Миколайович         | доктор технічних наук, старший науковий співробітник Фізико-механічного інституту імені Г. В. Карпенка НАН України                                                                                                  |
| 2001 | за монографію «Вплив корозійних середовищ на локальне руйнування металів біля концентраторів напружень»                                                                                               | Панасюк Володимир Васильович     | академік НАН України, директор Фізико-механічного інституту ім. Г. В. Карпенка НАН України |
| 2003 | за роботу «Фізико-хімічна механіка руйнування структурно-неоднорідних вуглецевих сплавів (теорія і експеримент)»                                                                                      | Андрейко Ігор Михайлович         | кандидат технічних наук, старший науковий співробітник відділу № 17 Структурної механіки руйнування Фізико-механічного інституту ім. Г. В. Карпенка НАН України                                                     |
| 2003 | за роботу «Фізико-хімічна механіка руйнування структурно-неоднорідних вуглецевих сплавів (теорія і експеримент)»                                                                                      | Волчок Іван Петрович             | доктор технічних наук, професор, завідувач кафедри технології металів Національного університету «Запорізька політехніка»                                                                                           |
| 2003 | за роботу «Фізико-хімічна механіка руйнування структурно-неоднорідних вуглецевих сплавів (теорія і експеримент)»                                                                                      | Силованюк Віктор Петрович        | доктор технічних наук, провідний науковий співробітник відділу № 10 Фізичних основ руйнування та міцності матеріалів в агресивних середовищах Фізико-механічного інституту ім. Г. В. Карпенка НАН України           |
| 2005 | за цикл праць «Методи і засоби контролю протикорозійного захисту трубопроводів» | Джала Роман Михайлович           | доктор технічних наук, старший науковий співробітник відділу Електрофізичних методів неруйнівного контролю Фізико-механічного інституту ім. Г. В. Карпенка НАН України                                              |
| 2005 | за цикл праць «Методи і засоби контролю протикорозійного захисту трубопроводів» | Дикмарова Людмила Петрівна       | науковий співробітник Фізико-механічного інституту ім. Г. В. Карпенка НАН України |
| 2005 | за цикл праць «Методи і засоби контролю протикорозійного захисту трубопроводів» | Поляков Сергій Георгійович       | доктор технічних наук, науковий співробітник Національного технічного університету України «Київський політехнічний інститут імені Ігоря Сікорського»                                                               |
| 2007 | за цикл праць «Розроблення, дослідження та впровадження у промисловість нових електродугових відновних і захисних покриттів»                                                                          | Похмурська Ганна Василівна       | доктор технічних наук, старший науковий співробітник Інституту прикладних проблем механіки і математики імені Я. С. Підстригача НАН України                                                                         |
| 2007 | за цикл праць «Розроблення, дослідження та впровадження у промисловість нових електродугових відновних і захисних покриттів»                                                                          | Студент Михайло Михайлович       | кандидат технічних наук, старший науковий співробітник Фізико-механічного інституту імені Г. В. Карпенка НАН України                                                                                                |
| 2007 | за цикл праць «Розроблення, дослідження та впровадження у промисловість нових електродугових відновних і захисних покриттів»                                                                          | Довгуник Володимир Миронович     | кандидат технічних наук, старший науковий співробітник Фізико-механічного інституту імені Г. В. Карпенка НАН України                                                                                                |
| 2010 | за цикл робіт «Створення нового класу композиційних матеріалів триботехнічного призначення з елементами самоорганізації у процесах направленого трибосинтезу для експлуатації в екстремальних умовах» | Косторнов Анатолій Григорович    | академік НАН України, завідувач відділу Інституту проблем матеріалознавства ім. І. М. Францевича НАН України |
| 2010 | за цикл робіт «Створення нового класу композиційних матеріалів триботехнічного призначення з елементами самоорганізації у процесах направленого трибосинтезу для експлуатації в екстремальних умовах» | Фущич Ольга Іванівна             | кандидат технічних наук, старший науковий співробітник Інституту проблем матеріалознавства ім. І. М. Францевича НАН України                                                                                         |
| 2010 | за цикл робіт «Створення нового класу композиційних матеріалів триботехнічного призначення з елементами самоорганізації у процесах направленого трибосинтезу для експлуатації в екстремальних умовах» | Чевичелова Тетяна Михайлівна     | науковий співробітник Інституту проблем матеріалознавства ім. І. М. Францевича НАН України |
| 2013 | за цикл праць «Інженерія поверхні виробів з титанових сплавів для підвищення їх працездатності в умовах дії контактних навантажень та агресивних середовищ»                                           | Погрелюк Ірина Миколаївна        | доктор технічних наук, провідний науковий співробітник Фізико-механічного інституту імені Г. В. Карпенка НАН України                                                                                                |
| 2013 | за цикл праць «Інженерія поверхні виробів з титанових сплавів для підвищення їх працездатності в умовах дії контактних навантажень та агресивних середовищ»                                           | Яськів Олег Ігорович             | співробітник Фізико-механічного інституту імені Г. В. Карпенка НАН України |
| 2013 | за цикл праць «Інженерія поверхні виробів з титанових сплавів для підвищення їх працездатності в умовах дії контактних навантажень та агресивних середовищ»                                           | Клапків Михайло Дмитрович        | кандидат технічних наук, старший науковий співробітник Фізико-механічного інституту імені Г. В. Карпенка НАН України                                                                                                |
| 2016 | за цикл праць «Розвиток методів обробки конструкційних матеріалів для підвищення їх тріщиностійкості і термінів експлуатації з урахуванням впливу робочих середовищ»                                  | Новіков Микола Васильович        | академік НАН України, почесний директор Інституту надтвердих матеріалів ім. В. М. Бакуля НАН України |
| 2016 | за цикл праць «Розвиток методів обробки конструкційних матеріалів для підвищення їх тріщиностійкості і термінів експлуатації з урахуванням впливу робочих середовищ»                                  | Андрейків Олександр Євгенович    | член-кореспондент НАН України, професор Львівського національного університету імені Івана Франка |
| 2016 | за цикл праць «Розвиток методів обробки конструкційних матеріалів для підвищення їх тріщиностійкості і термінів експлуатації з урахуванням впливу робочих середовищ»                                  | Лавріненко Валерій Іванович      | доктор технічних наук, завідувач відділу Інституту надтвердих матеріалів ім. В. М. Бакуля НАН України |
| 2019 | за цикл праць «Закономірності руйнування металів у хлоридних і сірководневих середовищах та розроблення засобів їх протикорозійного захисту»                                                          | Хома Мирослав Степанович         | член-кореспондент НАН України, завідувач відділу Фізико-механічного інституту ім. Г. В. Карпенка НАН України |
| 2019 | за цикл праць «Закономірності руйнування металів у хлоридних і сірководневих середовищах та розроблення засобів їх протикорозійного захисту»                                                          | Зінь Іван Миколайович            | доктор технічних наук, завідувач відділу Фізико-механічного інституту ім. Г. В. Карпенка НАН України |
| 2019 | за цикл праць «Закономірності руйнування металів у хлоридних і сірководневих середовищах та розроблення засобів їх протикорозійного захисту»                                                          | Корній Сергій Андрійович         | доктор технічних наук, старший науковий співробітник Фізико-механічного інституту ім. Г. В. Карпенка НАН України |